# Helina dicrocercacma
Helina dicrocercacma este o specie de muște din genul Helina, familia Muscidae, descrisă de Feng în anul 2004. Conform Catalogue of Life specia Helina dicrocercacma nu are subspecii cunoscute.